# لی دایین
لی دایین (انگلیسی: Li Dayin؛ زادهٔ ۱۲ فوریهٔ ۱۹۹۸) ورزشکار وزنه‌برداری اهل چین است.
وی در مسابقات کشوری و بین‌المللی در مجموع برندهٔ ۱ مدال طلا، ۱ مدال برنز شده‌است.